# Jeremy Scahill
Jeremy Scahill (* 18. října 1974, Chicago) je americký investigativní novinář a spisovatel. Je jedním ze zakladatelů online zpravodajského serveru The Intercept a autor knihy Blackwater: The Rise of the World’s Most Powerful Mercenary Army, za kterou dostal cenu George Polka. Dne 23. dubna 2013 vydal knihu Dirty Wars: The World Is a Battlefield s nakladatelstvím Nation Books. V červnu téhož roku byl vydán stejnojmenný dokument. V roce 2013 měl premiéru na filmovém festivalu Sundance. Scahill je členem The Nation Institute a vydává pravidelný podcast zvaný Intercepted.

## Život
Narodil se v Chicagu, ale vyrůstal ve Wauwatose. Jeho rodiče Lisa a Michael Scahill byli sociální aktivisté. Maturoval v roce 1992.

## Novinářská kariéra
V roce 1998 začal pracovat pro Democracy Now!. Se svou kolegyní Amy Goodmanovou dostal cenu George Polka za vydaný dokument Drilling and Killing: Chevron and Nigeria’s Oil Dictatorship, který vyšetřuje roli Chevron Corporation v zabití dvou nigerijských environmentálních aktivistů.
Téhož roku kvůli reportáži pro Democracy Now! a Pacifica rádio vycestoval do Iráku. Reportáž byla o dopadu ekonomických sankcí na Irák a o No-Fly Zone. Článek v AlterNet popisuje Jeremy Scahilla, jako progresivního novináře.
V říjnu 2013 se připojil k reportérům Lauře Poitras a Glennu Greenwaldu, aby společně založili on-line investigativní zpravodajskou organizaci First Look Media. Projekt The Intercept, jehož je součástí, byl spuštěn 10. února 2014.

## Profese

### Konflikt v Kosovu
V roce 1999 přinášel živé reportáže z Bělehradu a Kosova o konfliktu v Kosovu. Ve článku pro International Socialist Rewie obžaloval Scahill Spojené Národy a jejich mise v Kosovu, protože jsou prý spoluviníci albánských zvěrstev proti Srbům.

### Válka proti terorismu
Mezi lety 2001 a 2003 přinášel reportáže pro Democracy Now! a další informace z Bagdádu.
Pracoval jako reportér v Afghánistánu, Iráku, Somálsku a Jemenu. Je pravidelným hostem v pořadu The Rachel Maddow Show a Real Time with Bill Maher. Také se objevil v televizích ABC World News, CBS Evening News, NBC Nightly News, The Daily Show, CNN, The NewsHour, MSNBC. Psal pro noviny The Times, Sunday Telegraph, BBC, The Indypendent, The Los Angeles Times, Socialist Worker, The Guardian, The Progressive a In These Times. Dále publikoval na webových stránkách Alternet a CounterPunch.

### Blackwater
Byl kritikem soukromých vojenských kontraktorů, známých pod jménem Blackwater.
Jeho první kniha Blackwater: The Rise of the World’s Most Powerful Mercenary Army byla důkladně zpracována a aktualizována, aby zahrnovala i masakr na Nisour Square. Kniha obdržela mnoho cen.

### Špinavé války
Jeho kniha Dirty Wars: The World Is a Battlefield byla vydána 23. dubna 2013 nakladatelstvím Nation Books. Hlavním motivem knihy je Obamova a Bushova doktrína „svět je bitevním polem“ a spoléhání se na rakety a útoky dronů. Převážnou část tvoří tajné operace a cílené zabíjení podezřelých teroristů.